# Botswana na Letnich Igrzyskach Paraolimpijskich 2008
Botswana na Letnich Igrzyskach Paraolimpijskich reprezentował 1 zawodnik.

## Kadra

### Lekkoatletyka
- Tshotlego Morama – 100 metrów – T46